# Buchenavia pulcherrima
Buchenavia pulcherrima är en tvåhjärtbladig växtart som beskrevs av Arthur Wallis Exell och Stace. Buchenavia pulcherrima ingår i släktet Buchenavia och familjen Combretaceae. Inga underarter finns listade i Catalogue of Life.